# Koningin Louise-gedenkkerk
De Koningin Louise-gedenkkerk (Duits: Königin-Luise-Gedächtniskirche, Russisch: Кирха памяти королевы Луизы, Kircha pamjati korolevy Luizy) is een voormalige lutherse kerk in de Russische stad Kaliningrad (voormalige Duitse Koningsbergen). Tegenwoordig wordt dit gebouw als een poppentheater gebruikt. De kerk bevindt zich in het Centrale park (voormalige Luisenwahl), in het historische stadsdeel Hufen. Het gebouw heeft als adres Prospekt Pobedy 1 (Overwinningsboulevard 1), hoewel het niet direct aan de straat ligt.

## Geschiedenis
De kerk werd gebouwd ter nagedachtenis van de Pruisische koningin Louise van Mecklenburg-Strelitz. Het gebouw werd ontworpen door de Koningsbergse architect Friedrich Heitmann. Het was zijn eerste grote project.
De kerk werd gebouwd in 1899-1901. Langs de zuidzijde werden er tevens een pastorie en een baptisterium tegen de kerk aan gebouwd, maar deze gebouwen zijn niet bewaard gebleven.
De kerk werd beschadigd tijdens de Tweede Wereldoorlog en bleef jarenlang verwaarloosd staan. In de jaren zestig moest het, zoals de meeste andere kerken van Koningsbergen, gesloopt worden, maar ze werd gered door de architect Joeri Vaganov (Юрий Ваганов), die een restauratieproject uitgewerkt had. Volgens dit project moest de voormalige kerk in een hoedanigheid van een poppentheater hersteld worden (van het herstel in de oorspronkelijke hoedanigheid, dat wil zeggen als een religieus gebouw, kon in de atheïstische Sovjet-Unie geen sprake zijn). Dit project werd ter uitvoering aangenomen, en na enkele jaren herstellingswerken werd de nieuwe theaterzaal in de voormalige kerk in 1976 in gebruik genomen.
Het exterieur van het gebouw werd grotendeels overeenkomstig de originele vooroorlogse toestand hersteld. Het interieur werd daarentegen drastisch veranderd om aan de nieuwe functie van het gebouw te voldoen. Restanten van gewelven werden afgebroken, en de ruimte van het schip werd in twee verdiepingen gesplitst. Het gelijkvloers wordt als tentoonstellingsruimte gebruikt, de bovenverdieping herbergt een theaterzaal.
In 2010 werd deze kerk, samen met vele andere voormalige Duitse kerken van oblast Kaliningrad, overgedragen aan de Russisch-orthodoxe Kerk. Deze overdracht geschiedde overeenkomstig een nieuwe Russische wet, volgens welke de Russisch-Orthodoxe kerk een kerkelijk bezit, dat na de Russische Revolutie onteigend werd, terug in haar eigendom kreeg (Federale wet № 327-F3, goedgekeurd door Doema op 19 november 2010, getekend door de president op 30 november 2010). Ondanks de bijzondere historische achtergrond in Oblast Kaliningrad werd er geen speciale regeling voor deze regio getroffen. De Russisch-Orthodoxe kerk belooft dat de huidige gebruiker (dat wil zeggen Poppentheater van Kaliningrad) van dit gebouw gebruik zal blijven mogen maken.

## Architectuur
De architectuur van de kerk kan niet eenduidig tot een bepaalde stijl gerekend worden. Oorspronkelijk moest het een neorenaissancistisch gebouw worden, maar later werd het project gewijzigd. Het gebouw dat uitgevoerd is geworden bevat zekere neoromaanse elementen, maar lijkt eerder een romantische interpretatie van het verleden, dan een strikte toepassing van een historische stijl te zijn. Ook zijn er jugendstil-elementen aanwezig.
De afmetingen van het gebouw zijn als volgt: lengte 47 m, breedte 22 m, de middelste beuk is 16,5 m hoog. De kerk bevat drie beuken en heeft een asymmetrisch plan. De middelste beuk is 12 m breed, de noordelijke 6 m en de zuidelijke slechts 2 m. De laatste travee van de hoofdbeuk en de gehele noordelijke beuk waren van een matroneum voorzien. De zuidelijke beuk was lager, en reikte slechts tot aan de hoogte van het matroneum.
De hoeken en de venster- en deuromlijstingen werden afgewerkt met zandsteen, de rest van muuroppervlakte was bepleisterd. De kerk heeft twee torens van ongelijke hoogte, waarvan de hoogste van een uurwerk voorzien is.